# Nabadwip
Nabadwip (alternativt Navadwip) är en stad i distriktet Nadia i den indiska delstaten Västbengalen. Folkmängden uppgick till 125 543 invånare vid folkräkningen 2011, med förorter 175 479 invånare.